# 214
214. је била проста година.

## Догађаји
- Краљевина Осроена постаје провинција Римског царства.
- Каракалине победе на германима и словенима осигуравају његову популарност у римској војсци.
- Одбрана Реције је ојачана, у виду непрекинутог каменог зида.
- Корејско краљевство Пекче нападају племена Мохе.
- Битка код Ксиаоиао Форда: Генерал Џанг Лиао под командом Цао Цаоа узврати Сун Куан код Хефеи.
- Ли Беј преузима провинцију Ји од свог члана клана Лиу Зханг-а, чинећи каснију основу за Шу Хана током периода Три краљевства.

## Рођења
- Аурелијан - римски цар